# Lutheran
Lutheran è una frazione della città tedesca di Lübz.